# 東葉高速線
東葉高速線（日语：／ Tōyō kōsoku sen */?）是一條連結千葉縣船橋市西船橋站和千葉縣八千代市東葉勝田台站，由東葉高速鐵道營運的鐵路線。車站編號使用的路線記號為TR。

## 历史

### 规划建设
東葉高速線原稱為「勝田台線」，是1972年的都市交通審議會的15號報告書中的帝都高速度交通營團（營團，東京地下鐵前身）東西線延線，計畫目的是应对東京近郊的船橋市、八千代市人口大幅增加，希望藉此分擔京成電鐵的京成本線在八千代市沿線的客流。
營團於1974年申請路線的建設許可，计划1976年动工，1979年开通。但京成電鐵當時因第一次石油危机而在投資損失慘重，運輸省為避免京成倒閉而暫緩勝田台線的計畫，並將申請退回。
營團本身也存在反对意见，包括：认为应该优先建设南北線与副都心線、營團不应该扩张到东京都外。最終由于船橋、八千代市民积极争取，千葉縣政府、京成電鐵與營團於1981年合資設立第三部門鐵路公司「東葉高速鐵道」，并规划与東西線直通運行，本路線才實際開始動工，建设交由日本鐵道建設公團于1984年开始进行。
但計畫沿線的地主不肯讓地，令徵地進展緩慢。加上地價因泡沫經濟而飆升，及興建時出現隧道坍塌事故，令項目最終嚴重超支，直接導致本線車費高昂及東葉高速鐵道經營的困境。

### 开通运营
- 1996年（平成8年）4月27日 - 西船橋 - 東葉勝田台間全线開業，并与東西線直通运转。
- 1999年（平成11年）12月6日 - 運行圖调整，開設東葉快速服務，停車站為西船橋站、北習志野站、八千代綠丘站和東葉勝田台站。
- 2006年（平成18年）11月20日 - 平日上午繁忙時間開始於往西船橋、東西線中野方向的列車引入女性專用車廂。
- 2009年（平成21年）3月14日 - 運行圖调整，平日上午繁忙時間往西船橋、東西線中野方向的東葉快速班次取消，下午繁忙時間往東葉勝田台的東葉快速班次則繼續保留。
- 2011年（平成23年）
  - 3月11日 - 日本時間下午2時46分發生東日本大震災，東葉高速線終日停運。
  - 3月14日 - 因為大地震引發電力危機，東京電力需要實施計劃停電，東葉快速暂停服務。
  - 9月12日 - 東葉快速恢復服務。
- 2014年（平成26年）3月15日 - 運行圖调整，東葉快速所有班次因為沿線乘客量增加而停止服務[6]。同日起所有車站導入車站編號。
- 2016年（平成28年）3月26日 - 運行圖调整，开始运行从八千代綠丘站始发的上行列车。此外，取消了终到西船桥的列车，除八千代绿丘至东叶胜田台之间的区间列车外，所有列车都与东西线实现了直通运行。
- 2025年2月，東葉高速鐵道開始進行東海神站至飯山滿站間的新請願站「海老川新站」（暫定站名）的建設工程，並預計在2029年3月完工[7][8][9][10][11]。

## 路線資料
- 路線距離（營業距離）：16.2公里
- 軌距：1067毫米
- 站數：9個（包括起終點站）
- 複線路段：全線
- 電氣化路段：全線（高架電纜、直流電1500V）
- 閉塞方式：自動閉塞式
- 保安裝置：WS-ATC
- 最高速度：100公里/小時
- 車輛基地所在地：八千代綠丘站

## 運行形态
東葉高速線大部分列车都直通東京地下鐵东西线，其中一部分更直通到東日本旅客鐵道中央線三鷹站。目前東葉高速線列车这类有以下三种，但在東葉高速線皆为各站停靠：
- 快速：班次最多，東葉高速線各停，東西線西船橋 - 東陽町間为快速，通过部分车站，東陽町之后各停。列车全部开往中野站，一部分直通至三鷹站，另外有一部分快速列车在八千代綠丘始发终到。
- 通勤快速：仅在平日早晨开行往中野方向，東葉高速線各停，東西線西船橋 - 浦安間为快速，通过部分车站，浦安之后各停。列车全部开往中野站，一部分直通至三鷹站，東葉高速線端全部在東葉勝田台始发终到。
- 各站停車：大多数都是東葉勝田台 - 中野 / 三鷹列车，每日有東陽町 - 東葉勝田台2班，及平日中野发八千代緑丘终到的列车2班。東葉高速線内的各停列车仅在八千代绿丘至东叶胜田台之间运转，且平日仅有东叶胜田台方向有東葉高速線内的各停列车。

在1999~2014年间東葉高速線设有快速列车，称为東葉快速，停車站為西船橋站、北習志野站、八千代綠丘站和東葉勝田台站。1999年设有2往复，2007年增加至4往复。但是开行快速列车造成通过车站在通勤时间有10分钟以上班距，快速列车后续的各停列车混杂率大幅增加，2009年往中野 / 三鷹方向的上行東葉快速被废止。随着下行方向的通过车站乘客也逐渐增加，2014年所有東葉快速都被废止。

## 使用车辆
開業至今東葉高速線都使用10辆编成列车运营，東葉高速線运营的列车有東葉高速鐵道自家列车，以及東京地下鐵东西线直通车；另外，由于搭载的列車自動停車系統存在差异，東葉高速線自有列车与東日本旅客鐵道列车不能相互直通，只有東京地下鐵列车能在三社间直通运转。

### 现役车辆
- 東葉高速鐵道
  - 2000系：2004年12月7日投入运营。[12]
- 東京地下鐵
  - 05系
  - 07系
  - 15000系

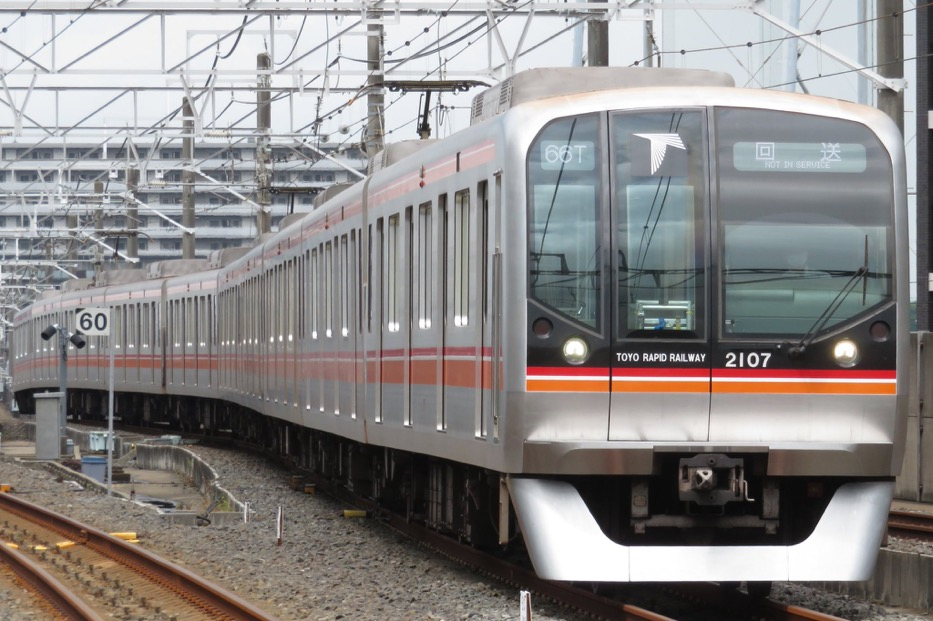
東葉高速鐵道2000系
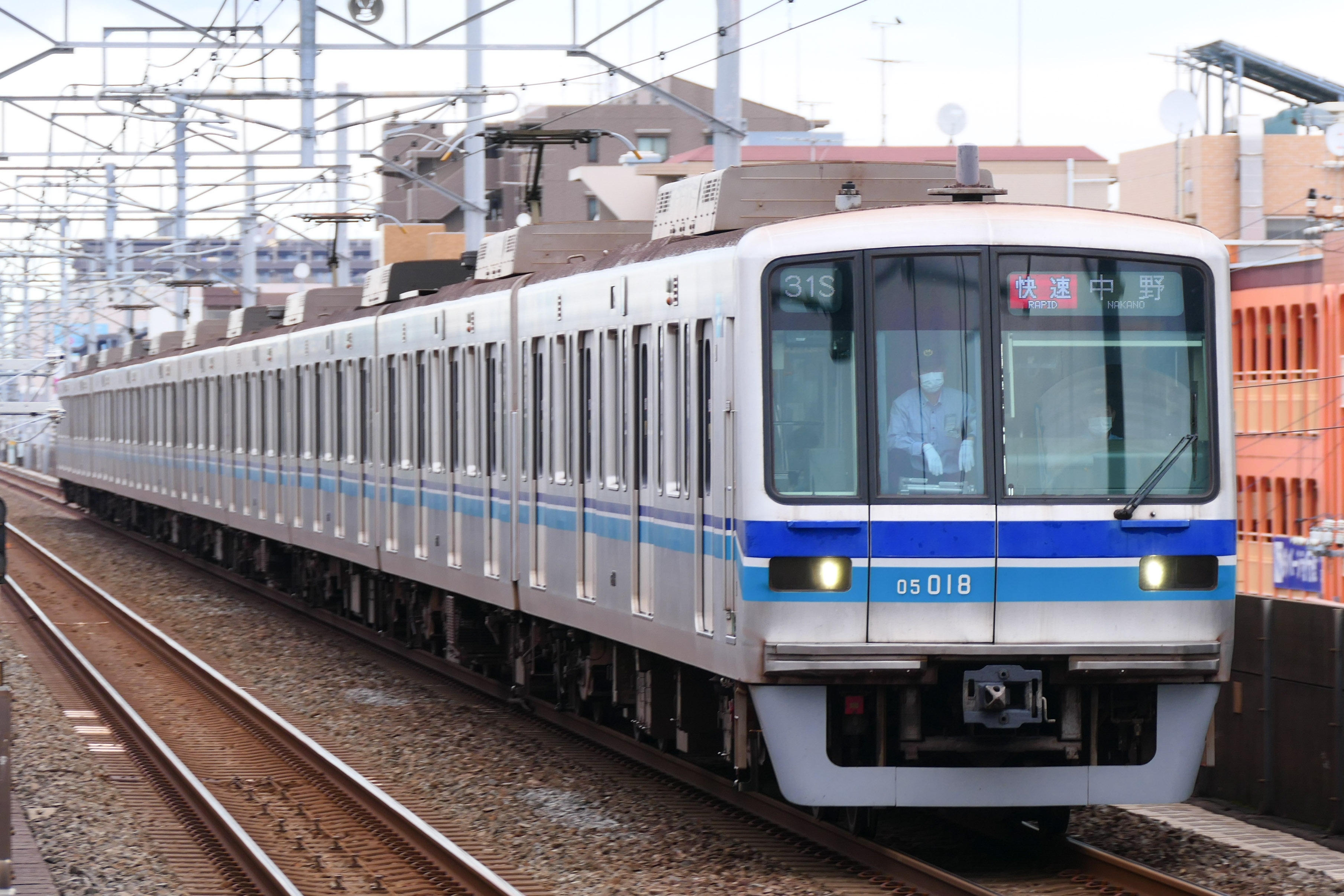
營團05系
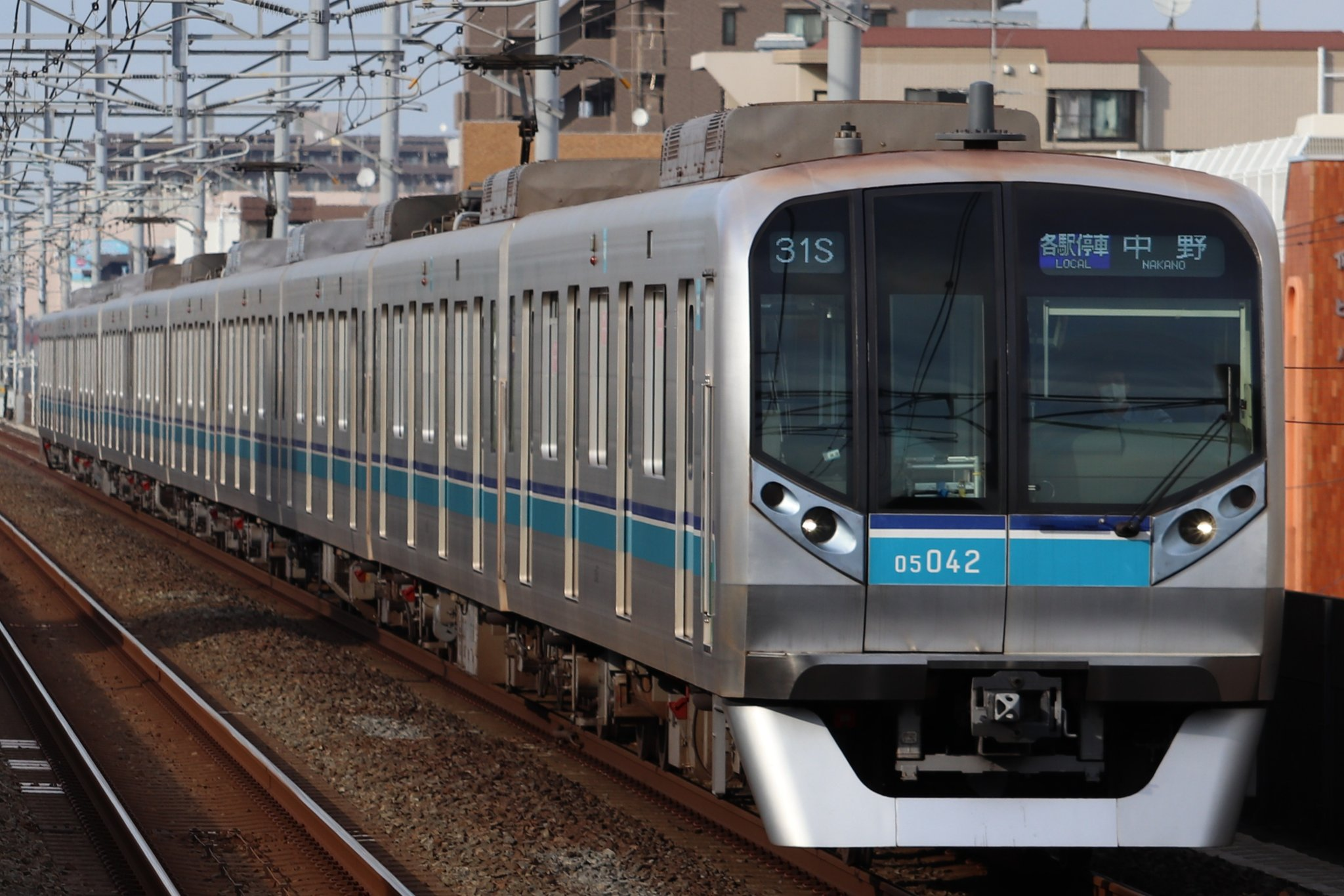
營團05N系
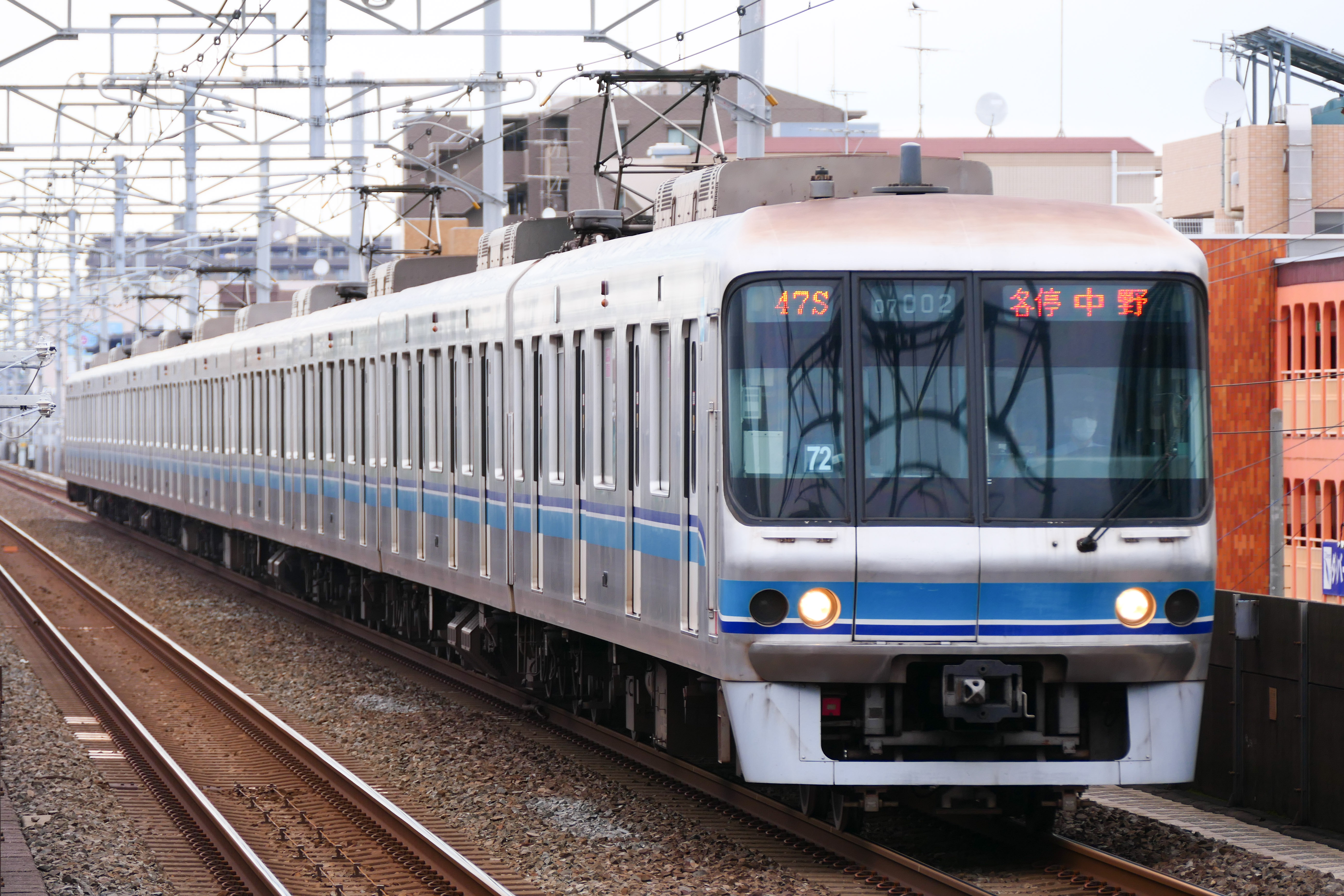
營團07系
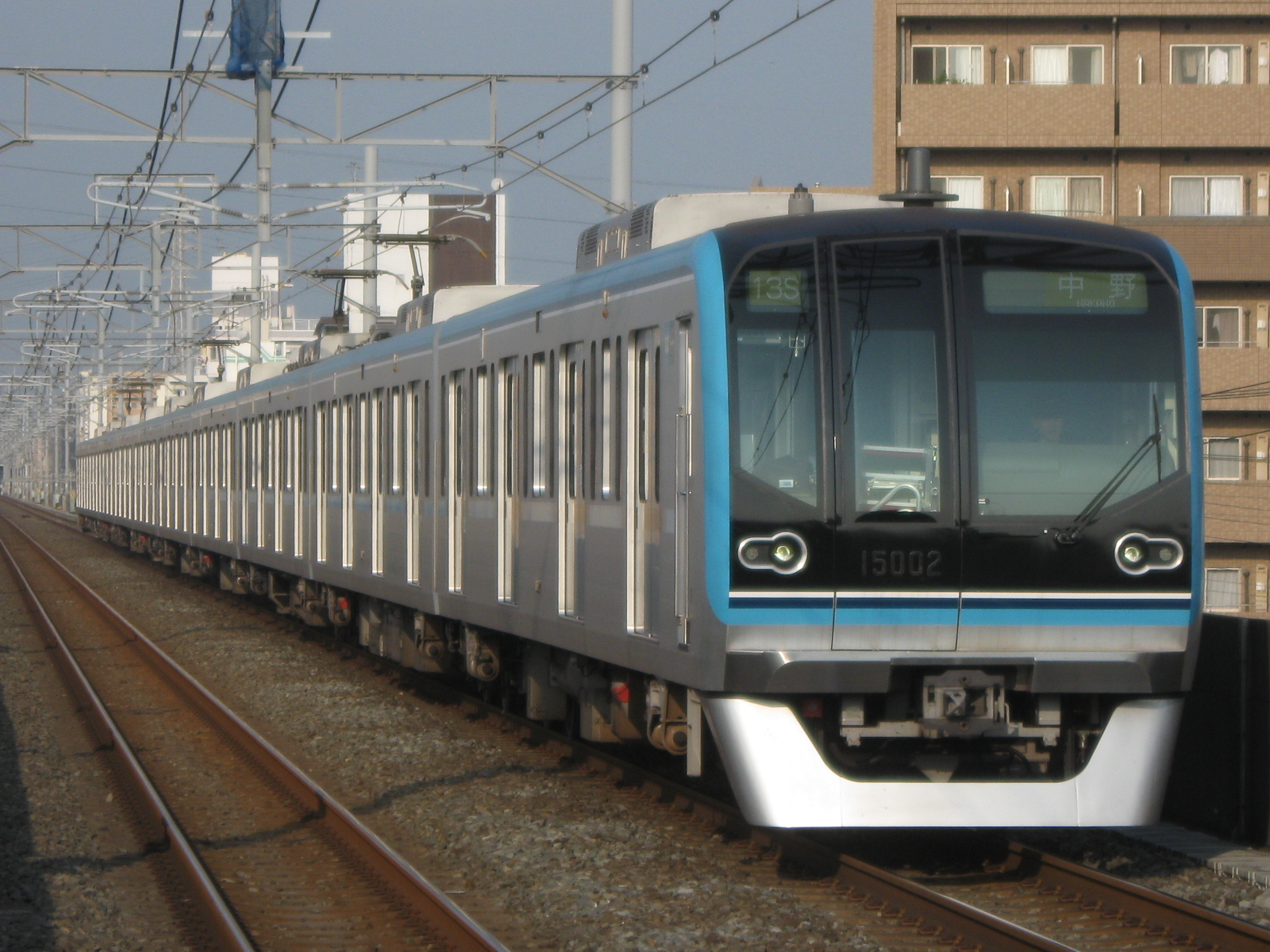
東京地下鐵15000系

### 除役车辆
- 東葉高速鐵道
  - 1000型（日语：東葉高速鉄道1000形電車）：1995年引入，1996~2006年间使用，为營團5000系電力動車組（日语：営団5000系電車）的让渡车。
- 營團·東京地下鐵
  - 5000系（日语：営団5000系電車）：1996~2007年间使用。

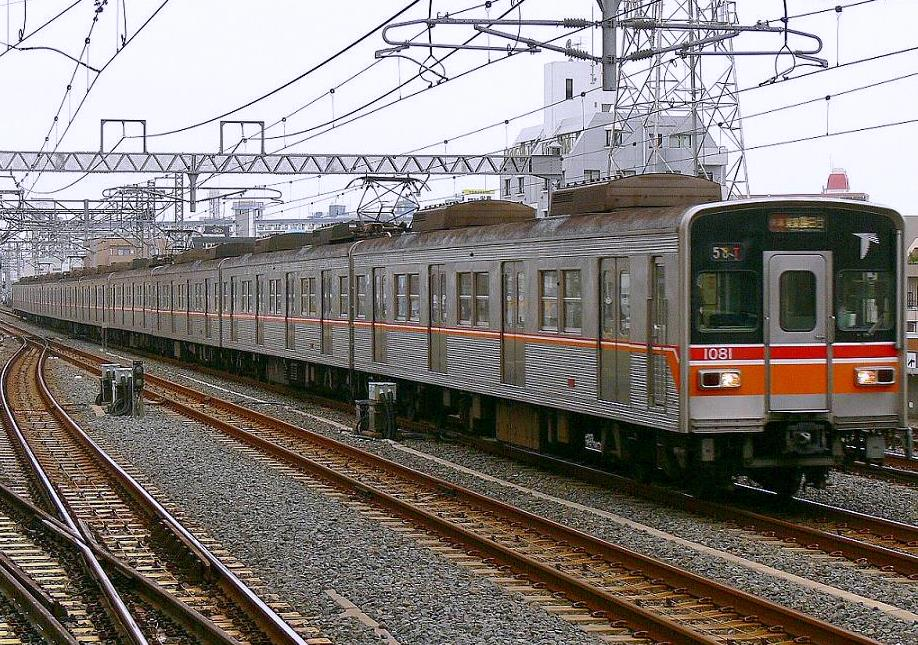
東葉高速鐵道1000型
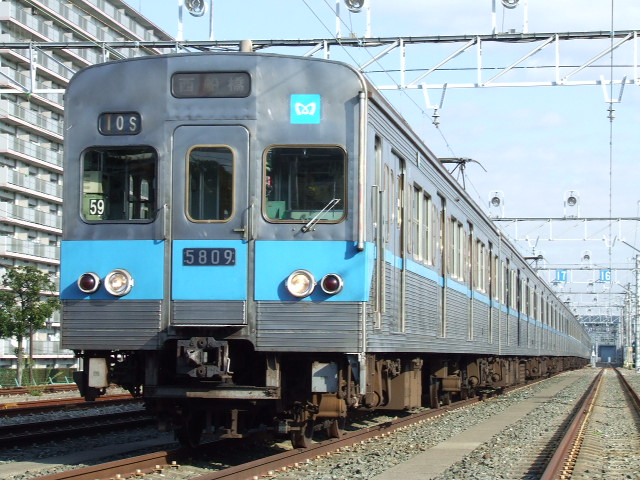
營團5000系

## 車站列表
- 車站編號於2014年3月15日起依次引入[13]。
- 所有車站均位於千葉縣。
- 所有營業列車均為各站停車。

| 車站編號 | 中文站名   | 日文站名 | 英文站名 | 站間距離 | 累計距離 | 接續路線 | 所在地   |
| -------- | ---------- | -------- | -------- | -------- | -------- | --- | -------- |
| TR01     | 西船橋     |          |          | -        | 0.0      | 東京地下鐵： 東西線（T-23） （途經中野站直通運行至 中央線三鷹站） 東日本旅客鐵道： 總武線（各站停車）（JB30）、 武藏野線（JM10）、 京葉線 京成電鐵： 本線（京成西船（KS20）：沒有連絡運輸） | 船橋市   |
| TR02     | 東海神     |          |          | 2.1      | 2.1      | | 船橋市   |
| TR03     | 飯山滿     |          |          | 4.0      | 6.1      | | 船橋市   |
| TR04     | 北習志野   |          |          | 2.0      | 8.1      | 京成電鐵： 松戶線（KS70） | 船橋市   |
| TR05     | 船橋日大前 |          |          | 1.7      | 9.8      | | 船橋市   |
| TR06     | 八千代綠丘 |          |          | 1.2      | 11.0     | | 八千代市 |
| TR07     | 八千代中央 |          |          | 2.8      | 13.8     | | 八千代市 |
| TR08     | 村上       |          |          | 1.4      | 15.2     | | 八千代市 |
| TR09     | 東葉勝田台 |          |          | 1.0      | 16.2     | 京成電鐵： 本線（勝田台，KS31） | 八千代市 |